# Klebsand
Klebsand ist ein bindefähiges Lockersediment meist tertiären Alters. Klebsande sind Verwitterungsprodukte von Sandsteinen, die sich nach der Verwitterung wieder in Mulden und Senken sammelten und sedimentierten, die aus einem Gemisch von ca. 80 % Quarzsand und ca. 20 % Kaolin bestehen. Der Klebsand findet als Rohstoff in der Feuerfest-Industrie und Gießereitechnik Verwendung, wird aber zunehmend durch neue synthetische Formstoffe ersetzt. Als besonders haftfähig gilt der feuerresistente Eisenberger Klebsand, der deshalb in der Industrie besonders begehrt war.